# صلاح‌الدین زرکوب
صلاح‌الدین فریدون قونوی معروف به زرکوب صوفی سدهٔ هفتم و یار خاص و نخستین خلیفهٔ مولانا جلال‌الدین رومی (مولوی) در آناتولی بود. صلاح‌الدین زرکوب خود مرید و شاگرد سید برهان‌الدین محقق ترمذی بود. وی به مدت ۱۰ سال (۵۷–۶۴۷ ه) مولوی را شیفته خود کرد و بیش از ۷۰ غزل از غزل‌های شورانگیز مولوی به نام او زیور گرفت و فرزند او فاطمه خاتون با سلطان ولد  فرزند مولانا ازدواج کرده است .
زركوب، پيرى اُمّى بود چنان كه خم را خنب، قفل را قلف و مبتلا را مفتلا تلفظ مى‌كرد و مولانا براى ابراز نهايت ارادتش به او، به پيروى از وى اين واژگان را به همان صورت عاميانه به كار مى‌برد:
| هم فرقی و هم زلفی، مفتاحی و هم قلفی |  | بی‌رنج چه می‌سلفی؟ آواز چه لرزانی؟ |

مولوی توجهی خاص و علاقه‌ای وافر و اعتقادی زیاد نسبت به وی ابراز می‌فرمود به حدی که این توجه مایه حسد مریدان می‌گشت. وی ده سال در خدمت مولوی بود. صلاح‌الدین زرکوب در ۶۵۷ ه. هنگام حیات مولانا، بیمار شد و محرم همان سال درگذشت و مولوی حسام‌الدین چلبی را به خلافت خود برگزید.